# Таланкино (озеро)
Таланкино, Толокняное (устар. Толокнянное) — озеро на территории Летнереченского сельского поселения Беломорского района и Чернопорожского сельского поселения Сегежского района Республики Карелии.

## Общие сведения
Площадь озера — 1,3 км². Располагается на высоте 110,2 метров над уровнем моря.
Форма озера продолговатая: оно вытянуто с северо-запада на юго-восток. Берега преимущественно заболоченные.
Из залива на северной стороне озера вытекает безымянный водоток, впадающий с правого берега в реку Идель, которая, в свою очередь, впадает в реку Нижний Выг.
Код объекта в государственном водном реестре — 02020001311102000008500.